# Clavichord
| Clavichord                                                                                     |
| ---------------------------------------------------------------------------------------------- |
| englisch: clavichord, italienisch: clavicordo                                                  |
| Foto                                                                                           |
| Klassifikation                                                                                 |
| Chordophon Tasteninstrument                                                                    |
| Tonumfang                                                                                      |
| 2½ Oktaven (ausgehendes Mittelalter) über 4 Oktaven (17. Jahrhundert) bis 5 Oktaven (Spätzeit) |
| Verwandte Instrumente                                                                          |
| Cembalo, Klavier                                                                               |
| Klangbeispiel                                                                                  |
| Jean Perrichon – Volteⓘ                                                                        |
| Musiker                                                                                        |
| Liste von Cembalisten Kategorie:Cembalist                                                      |

Das Clavichord (auch Klavichord) ist ein Tasteninstrument mit Tangentenmechanik aus der Familie der Chordophone. Der Tonumfang des Clavichords betrug anfangs zweieinhalb bis drei Oktaven, seit Mitte des 15. Jahrhunderts etwa vier, im 18. Jahrhundert fünf Oktaven und mehr.

## Klangerzeugung

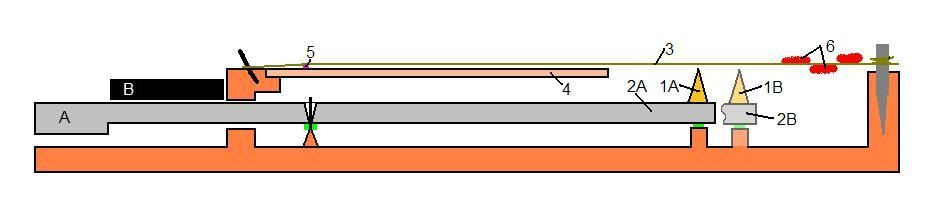
Teile und Prinzipskizze des Clavichords: (A/B) Taste; (1A/1B) Tangente; (2A/2B) Tastenwippe; (3) Saite; (4) Resonanzboden; (5) fester Steg; (6) Filzstreifen

Die Klangerzeugung beruht darauf, dass Saiten (3) mittels sogenannter Tangenten (1A, 1B) angeschlagen und abgeteilt werden. Tangenten sind schmale, auf den hinteren Enden der zweiarmigen Tastenwippen (2A, 2B) vertikal angeordnete Metallplättchen oder am oberen Ende flach geschmiedete Metallstäbe. Wird eine Taste (A/B) angeschlagen, trifft die Tangente die zugehörige Saite an einer bestimmten Stelle und übt dabei eine Doppelfunktion aus: Sie regt durch den plötzlichen Anschlag die Saite zum Schwingen an und übernimmt zugleich die Funktion eines Steges, der die klingende Länge der Saite begrenzt. Das andere Ende der klingenden Länge, meist rechts, ist durch einen festen Steg (5) gegeben, der auf dem Resonanzboden (4) steht und die Schwingung auf diesen überträgt. Eine ähnliche Art der Klangerzeugung ist bei der Gitarre als hammer-on (Tapping) oder Aufschlagbindung bekannt, bei der Violine als „Klopfen“ (Übung zur Kräftigung der greifenden Finger).
Damit der zweite, links der Tangente liegende Teil der Saite nicht mitklingt, wird er mit durch die Saiten geflochtenen Filz- oder Tuchstreifen (6) abgedämpft.
Der angeschlagene Ton klingt so lange, wie die Taste gedrückt ist, also die Tangente an der Saite anliegt. Wird die Taste losgelassen, löst sich die Tangente wieder von der Saite; der klingende und der mit einem Filzstreifen abgedämpfte Teil der Saite hängen wieder ungetrennt zusammen und der Dämpfungseffekt tritt ein.

## Geschichte

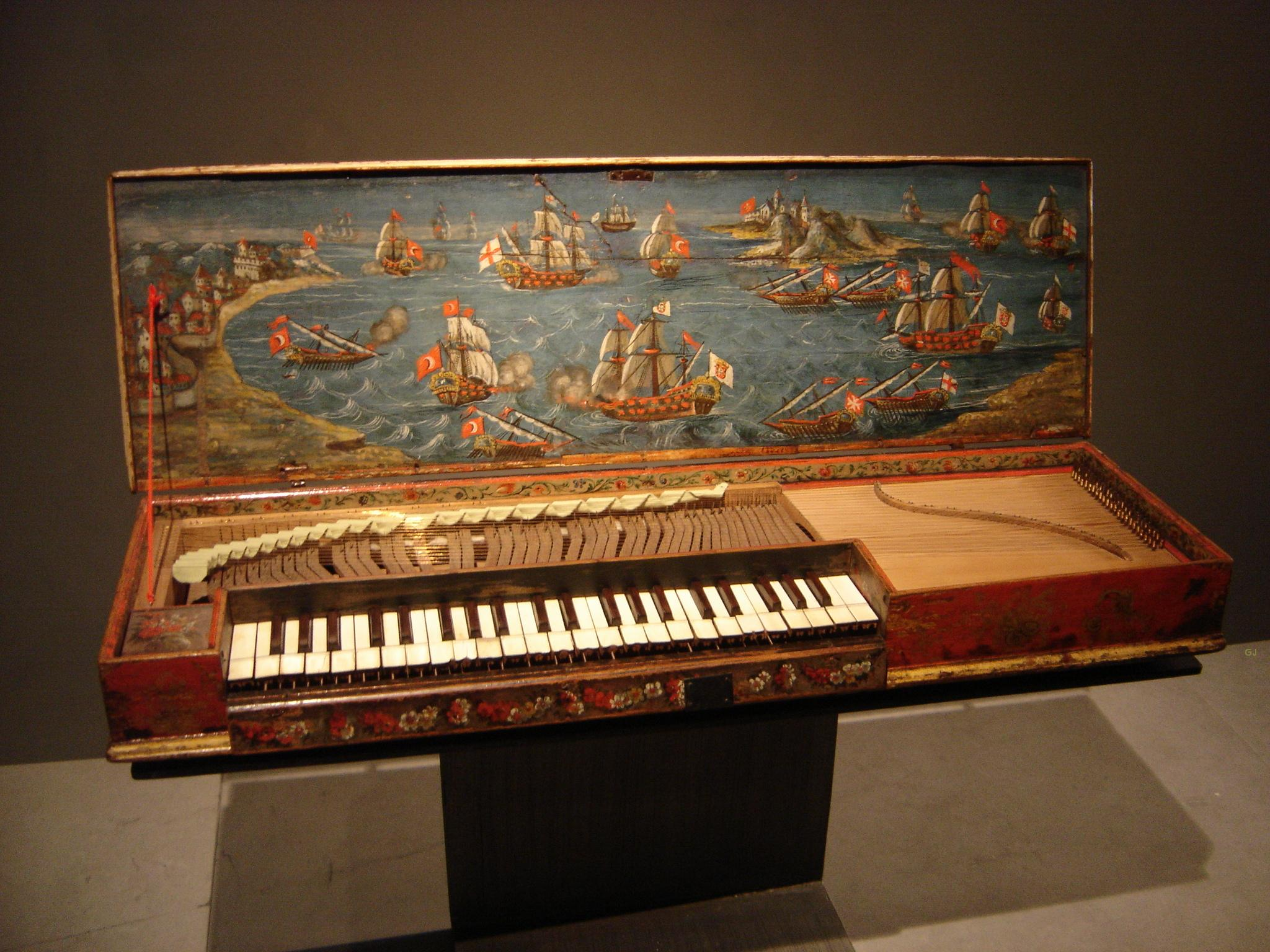
Clavichord «Lépante», Musée de la Musique, Paris

Das Clavichord ist eines der ältesten besaiteten Tasteninstrumente und ging aus der Mechanisierung von Psalterium und Monochord, einem Mess- und Demonstrationsinstrument des Altertums, hervor. Beim Monochord wird zur Erzeugung verschiedener Töne auf einer Saite ein die klingende Länge abteilender Steg an jeweils verschiedenen Stellen der Saite angebracht. Das Clavichord greift diese Idee auf und verbindet jedoch die beweglichen Stege (hier: die Tangenten) mit Tasten unter gleichzeitiger Vermehrung der Saitenanzahl.
Der Name „Clavichord“ wurde erstmals 1396 nachweisbar verwendet. Das älteste erhaltene Clavichord, gebaut 1543 von Dominicus Pisaurensis, befindet sich heute im Musikinstrumentenmuseum in Leipzig. Bedeutende Clavichordbauer waren etwa Johann Adolph Hass in Hamburg, Gottfried Silbermann in Freiberg (Sachsen) oder Christian Gottlob Hubert in Ansbach.
Das Clavichord spielte seit seiner Entwicklung, besonders aber im 17. und 18. Jahrhundert eine große Rolle in der häuslichen Musik, die vergleichbar mit der späteren des heutigen Klaviers ist. Davon zeugt auch die Verwendung des Begriffs „Clavier“, der bis ins 19. Jahrhundert hinein oft ein Clavichord bezeichnet. Das Clavichord war aufgrund seiner Konstruktion billiger als andere Tasteninstrumente, insbesondere das Cembalo, und fand somit als Übeinstrument große Verbreitung. Bis zum Ausgang des 18. Jahrhunderts war das Instrument fast in ganz Europa weit verbreitet.
Mit der zu Beginn des 19. Jahrhunderts einsetzenden Tendenz zu stärkerem Klang kam das Clavichord langsam aus der Mode. Zu Beginn des 20. Jahrhunderts und im Kontext des wieder aufkeimenden Interesses an historischen Instrumenten wurde sein besonderer Reiz, der in einer höchst sensiblen Gestaltungsmöglichkeit des Tons liegt, wiederentdeckt. Clavichorde aus dieser Zeit knüpfen jedoch oftmals nicht an die Clavichordbautradition des ausgehenden 18. Jahrhunderts an: Sie orientieren sich in Bezug auf die Gestaltung der klanglichen Anlage (etwa der Mensur) und der Spielart eher am modernen Cembalobau ihrer Zeit und integrieren Techniken des modernen Klavierbaus. In der Regel sind die Instrumente bundfrei, nicht selten aber nur einchörig besaitet. Etwa seit 1990 findet im Clavichordbau eine Rückbesinnung auf historische Bauweisen statt.

## Bauspezifische Varianten
Bei Clavichorden unterscheidet man prinzipiell zwei Typen: die gebundenen und die bundfreien Clavichorde.
Bei gebundenen Clavichorden verwenden 2 bis 4 nebeneinanderliegende Tasten (A oder B) dieselbe Saite oder dasselbe Saitenpaar (3) zur Tonerzeugung. Die Tangenten treffen diese Saite (oder dieses Saitenpaar) an verschiedenen Stellen: Mit der Taste (A) schlägt die auf ihr (2A) sitzende Tangente (1A) an einer Stelle der Saite, die näher zum festen Steg (5) liegt, als es die Tangente (1B) in Verbindung mit Taste (B) und Wippe (2B) ist. Die durch die Tangente (1A) kürzer abgeteilte Saitenlänge ergibt dabei einen höheren Ton als die länger abgeteilte (1B).
Diese Idee stammt vom Monochord ab. Die sich so ergebende Ersparnis an Saiten ist verbunden mit weiteren Vorteilen: Weniger Saiten bedeuten auch weniger Aufwand beim Stimmen des Instruments und weniger statische Belastung der Gesamtkonstruktion, wodurch das Instrument leichter und „resonanter“ gebaut werden kann. Demgegenüber steht der Nachteil, dass die Töne einer Bindung nicht gleichzeitig gespielt werden können. Häufig sind daher nur direkt benachbarte Halbtöne gebunden, die in der Musik der Zeit fast nie gleichzeitig erklingen.

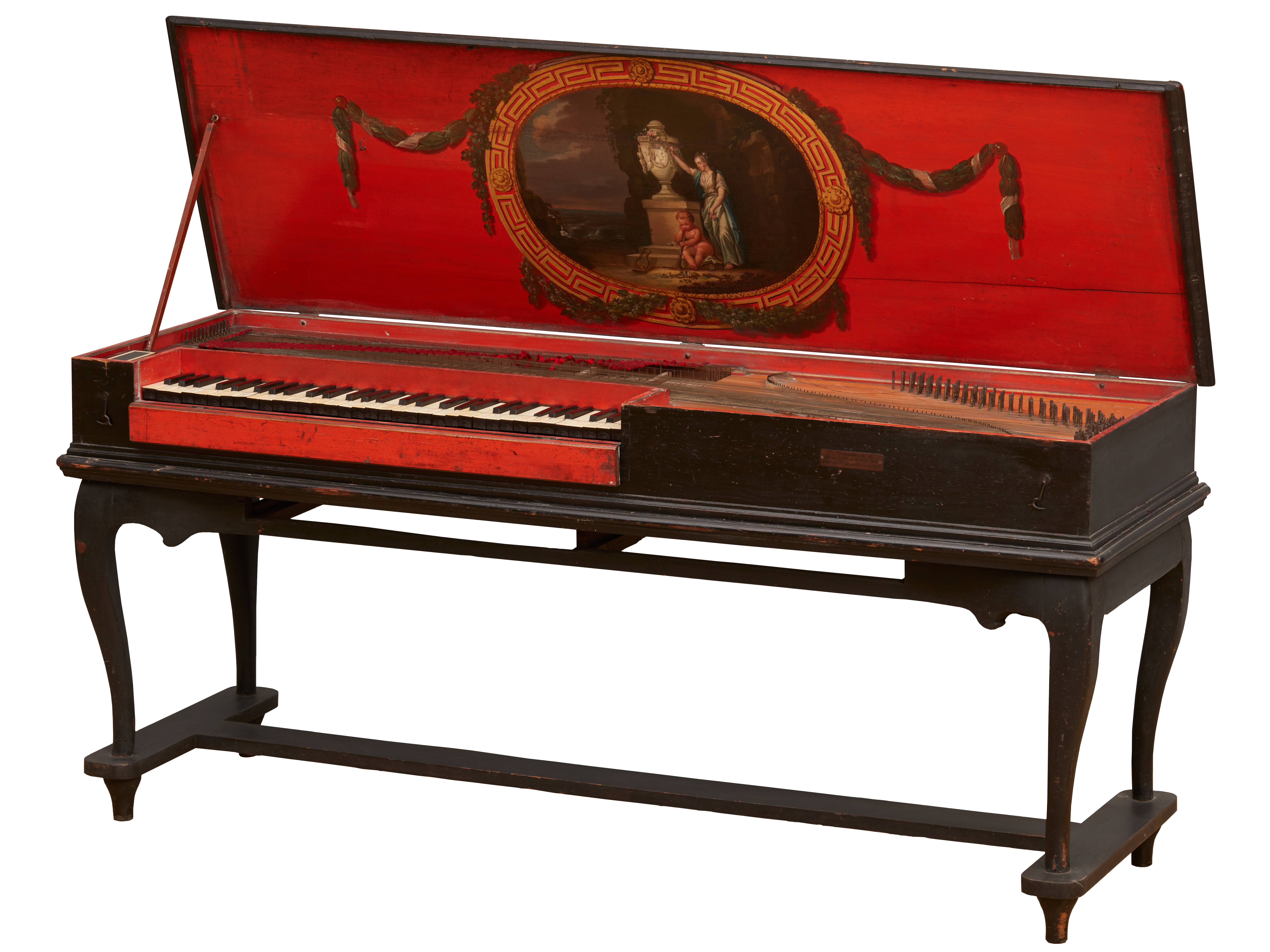
Bundfreies Clavichord von Johann Adolph Hass aus dem Jahr 1760 im Museum für Kunst und Gewerbe Hamburg

Bundfreie Instrumente haben für jede Taste eine Saite oder, bei Doppelchörigkeit, ein Saitenpaar (siehe weiter unten). Diese Bauform tritt gegen Ende des 17. Jahrhunderts erstmals in Erscheinung und findet ihre Verbreitung vor allem in der Spätphase des Clavichords ab etwa 1750. Die ältere Bauform des gebundenen Instruments konnte sie jedoch nie verdrängen.
Um den Instrumenten eine größere „Farbigkeit“ zu ermöglichen, wurden historische Clavichorde in der Regel doppelchörig gebaut: Statt einer Saite fanden Saitenpaare Verwendung. Eine Tangente erzeugt auf zwei eng nebeneinanderliegenden Saiten den gleichen Ton.
Bei großen Instrumenten ab etwa 1750 kann im Bassbereich sogar eine dritte, in Oktavabstand gestimmte Saite hinzutreten.
Für die bei Clavichorden des 20. Jahrhunderts oft vorzufindende einchörige Besaitung gibt es hingegen kaum historische Vorbilder.

## Musizierpraxis

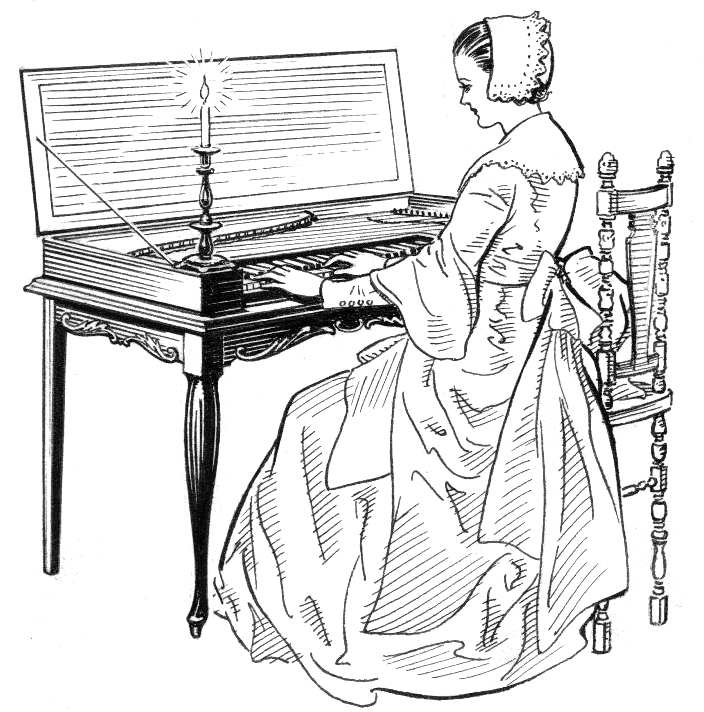
Zeichnung einer Clavichordspielerin

Der Ton des Clavichords ist wesentlich leiser als der von Cembali oder gar modernen Klavieren. Die geringe Lautstärke hat zwei Hauptgründe: Der Schlag der Tangente auf die Saite oder das Saitenpaar ist wegen der clavichordtypischen Hebel- und Massenverhältnisse schwach, und er findet genau in einem Schwingungsknoten statt, nämlich am Ende der schwingenden Länge. Dadurch werden die Saiten nur schwach angeregt. Wegen der geringen Lautstärke eignet sich das Clavichord kaum zum Zusammenspiel mit anderen Instrumenten oder für Auftritte vor größerem Publikum. Friedrich Gulda hat bei seinen öffentlichen Konzerten den Lautstärkemangel des Clavichords durch elektronische Verstärkung ausgeglichen.
Der Klang des Clavichords ist jedoch höchst modulationsfähig und erlaubt in beschränktem Umfang feine dynamische Abstufungen. In dieser Hinsicht und wegen seiner Anschlagmechanik wird das Clavichord als ein Vorläufer des Hammerklaviers angesehen. Feinste artikulatorische Abstufungen lassen sich realisieren. Es ist tendenziell weniger geeignet für Oktavgänge, große Sprünge, virtuose Läufe und schnelle Akkordwiederholungen.
Als einziges mechanisches Tasteninstrument bietet das Clavichord die Möglichkeit der Tonbeeinflussung auch noch nach dem Anschlagen, z. B. durch die „Bebung“, ein periodisches Ändern des Drucks auf die Taste, wodurch ein dem Vibrato bei Streichinstrumenten ähnlicher Effekt entsteht.
Gerade wegen des vergleichsweise direkten Kontakts des Spielers zur klingenden Saite (über Taste und Tangente), der während der gesamten Dauer eines Tons bestehen bleibt, erfordert das Clavichord eine sehr genaue Spieltechnik: Der Spieler muss seinen Anschlag während eines jeden klingenden Tones präzise kontrollieren, um nicht ungewollte Effekte hervorzubringen.

## Musik für Clavichord und bedeutende Komponisten
Der größte Teil der Musik für Tasteninstrumente vom Mittelalter bis hin zur Frühklassik kann auf dem Clavichord stilgerecht wiedergegeben werden. In den meisten Fällen schreiben die Komponisten dieser Epochen nicht explizit vor, welches Tasteninstrument zur Darstellung einer Komposition zu verwenden ist. Dies gilt auch für Johann Sebastian Bachs große Studienwerke wie die Inventionen und Sinfonien oder die Präludien und Fugen des Wohltemperierten Klaviers.
Das Werk von Johann Jakob Froberger ist größtenteils auf einem gebundenen Clavichord in der Disposition C/E–c3 mit kurzer gebrochener Oktave spielbar, es gehört damit zum wichtigsten barocken Spielbestand der Clavichordspieler. Einer der wichtigsten Komponisten der Frühklassik für Clavichord war Carl Philipp Emanuel Bach. Noch Joseph Haydn und Wolfgang Amadeus Mozart besaßen Clavichorde und benutzten sie als Reiseinstrumente und zum Komponieren. Auch Ludwig van Beethoven kam durch die Sonaten seines Lehrers Christian Gottlob Neefe noch mit dem Clavichord in Berührung.

## Virtuosen
Aufgrund der oftmals gleichen Literatur wird das Clavichord auch von Cembalisten gespielt. Dennoch verlangt das Clavichord aufgrund seiner Tonerzeugung eine eigene Spieltechnik.